# Kokoroko

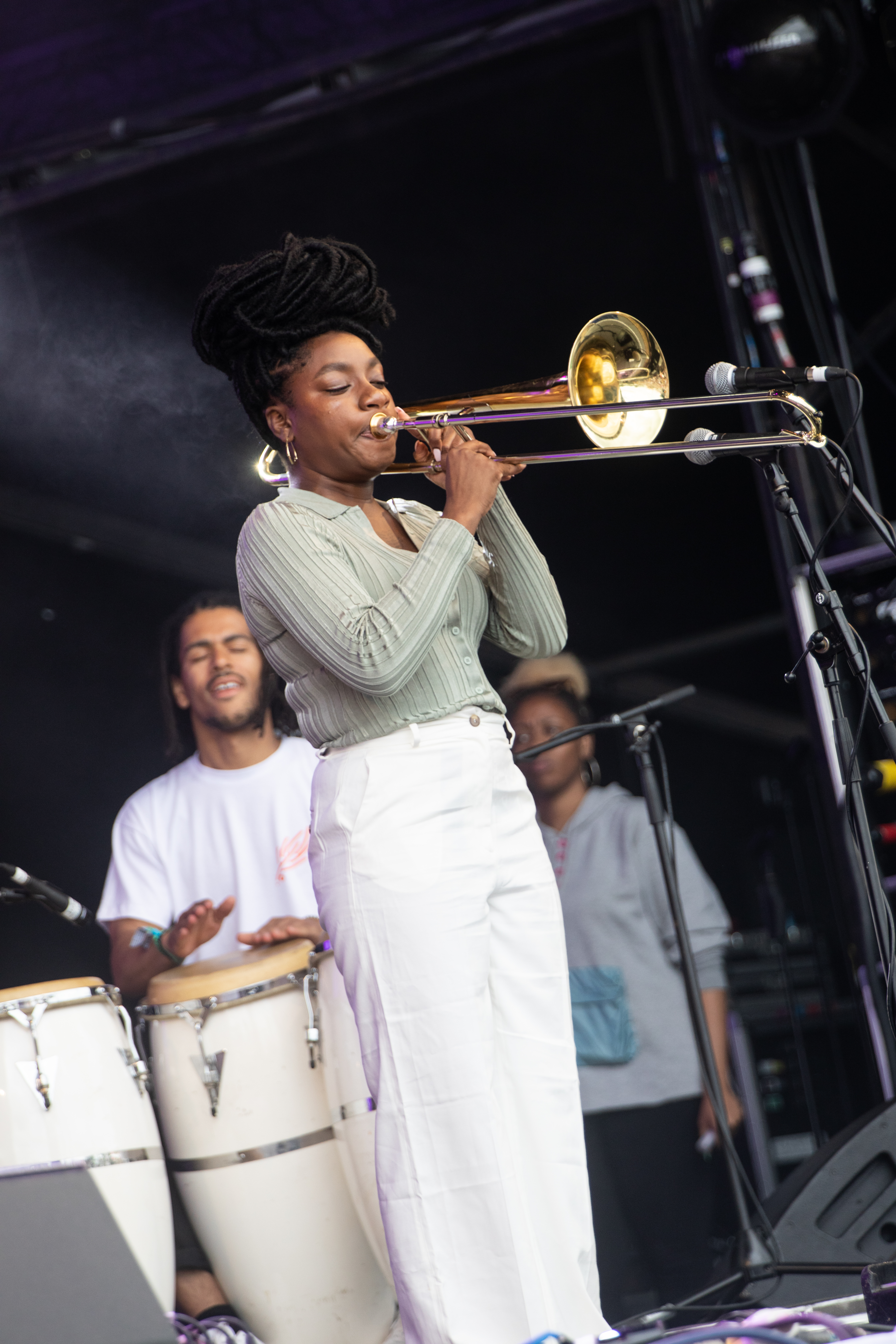
Glastonbury 2019

Kokoroko — джаз-гурт із Лондона, сформований у 2014 році. Складається з восьми учасників і учасниць, у творчості яких прослідковуються впливи африканської музики. Керівниця — Шейла Моріс-Грей (Sheila Maurice-Grey). Гурт став відомим у 2019 році, після того, як їхня композиція Abusey Junction зібрала мільйонні перегляди на YouTube.

## Дискографія
- Kokoroko (2019)
- Could We Be More (2022)[4]

### Спільно з іншими артистами
- We Out There (2018)